# Saaremaa-Walzer

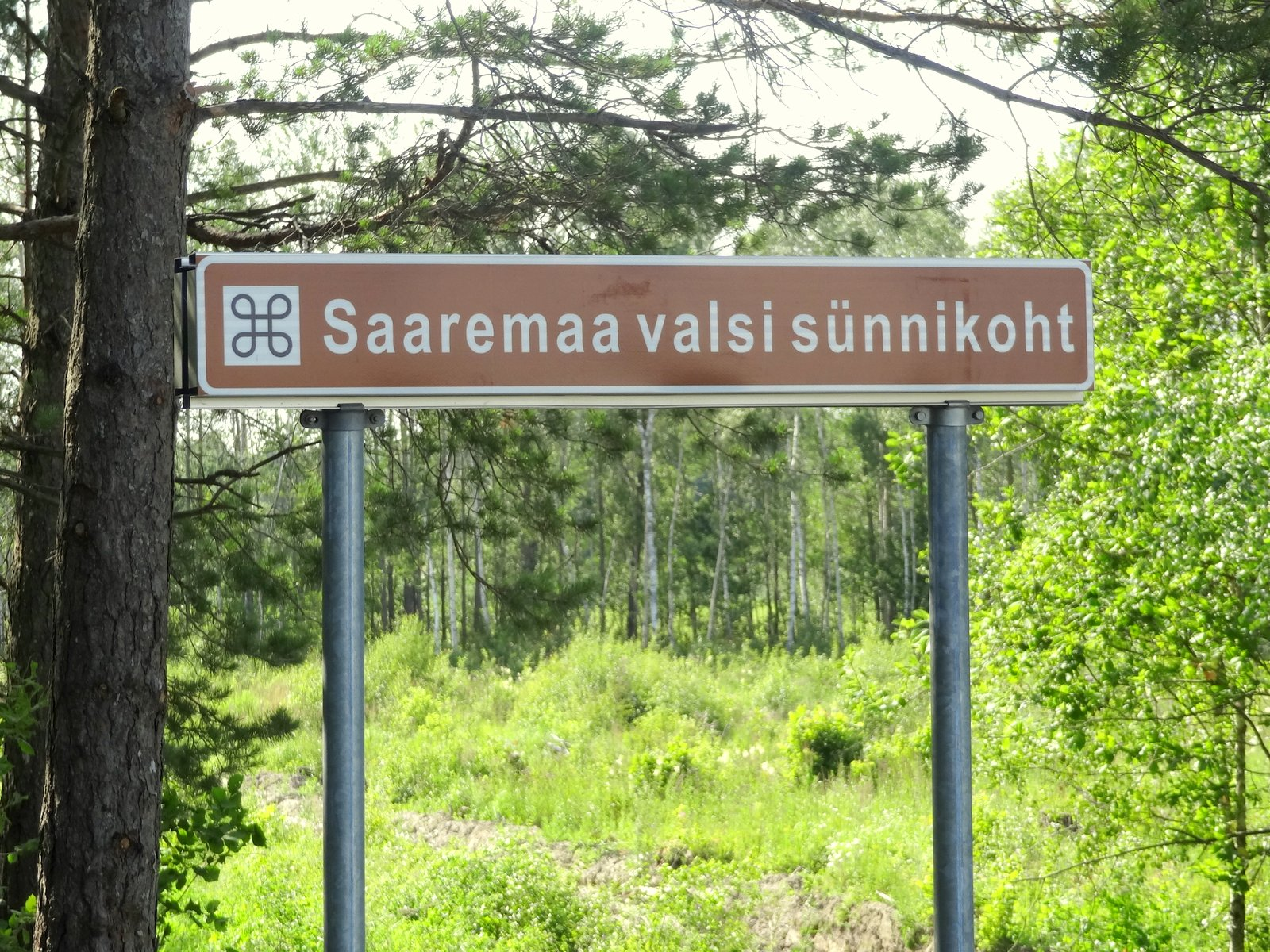
Straßenschild „Geburtsort des Saaremaa-Walzers“

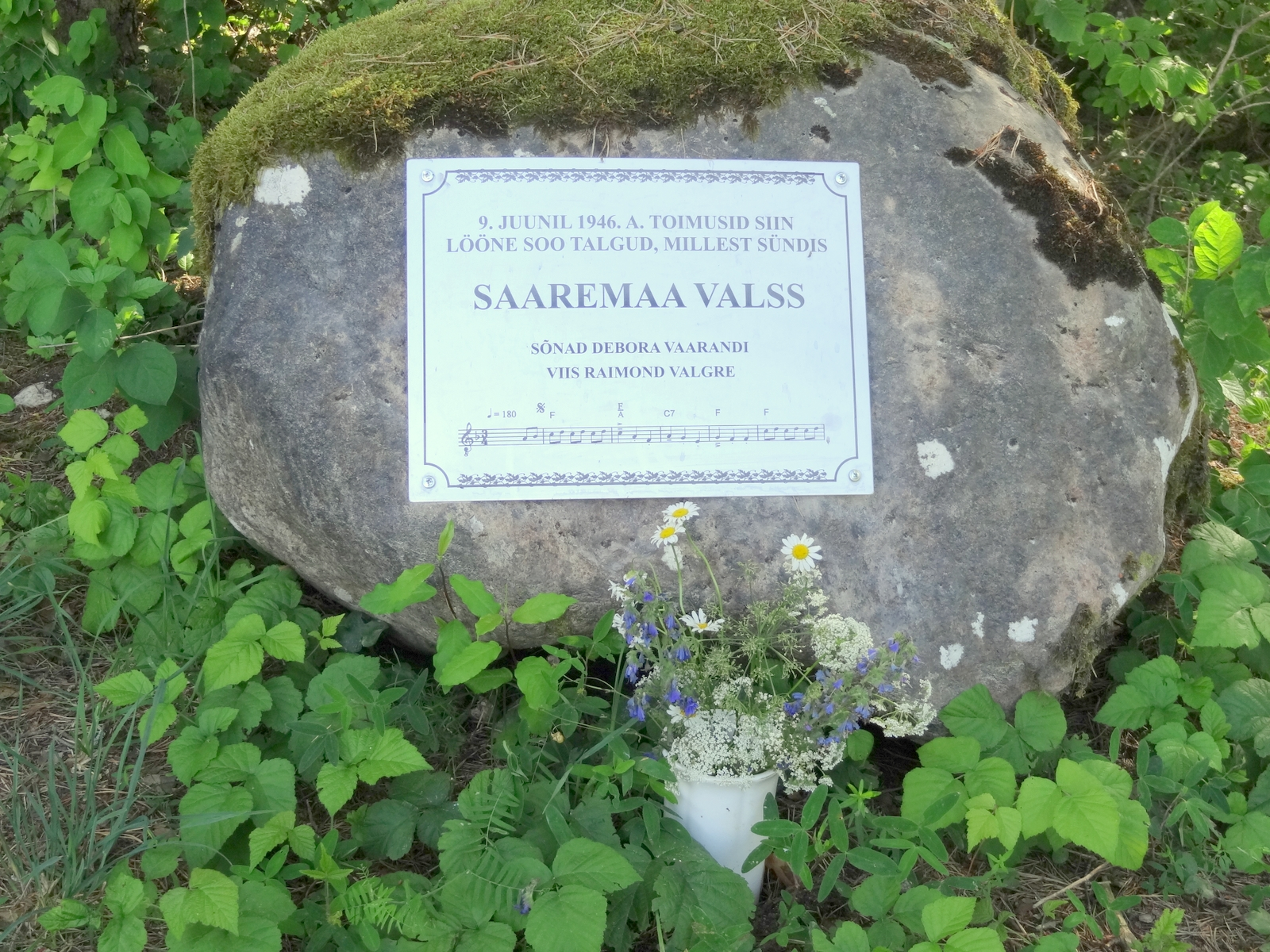
Gedenkstein am Ort des Tanzfests im Moor von Lööne

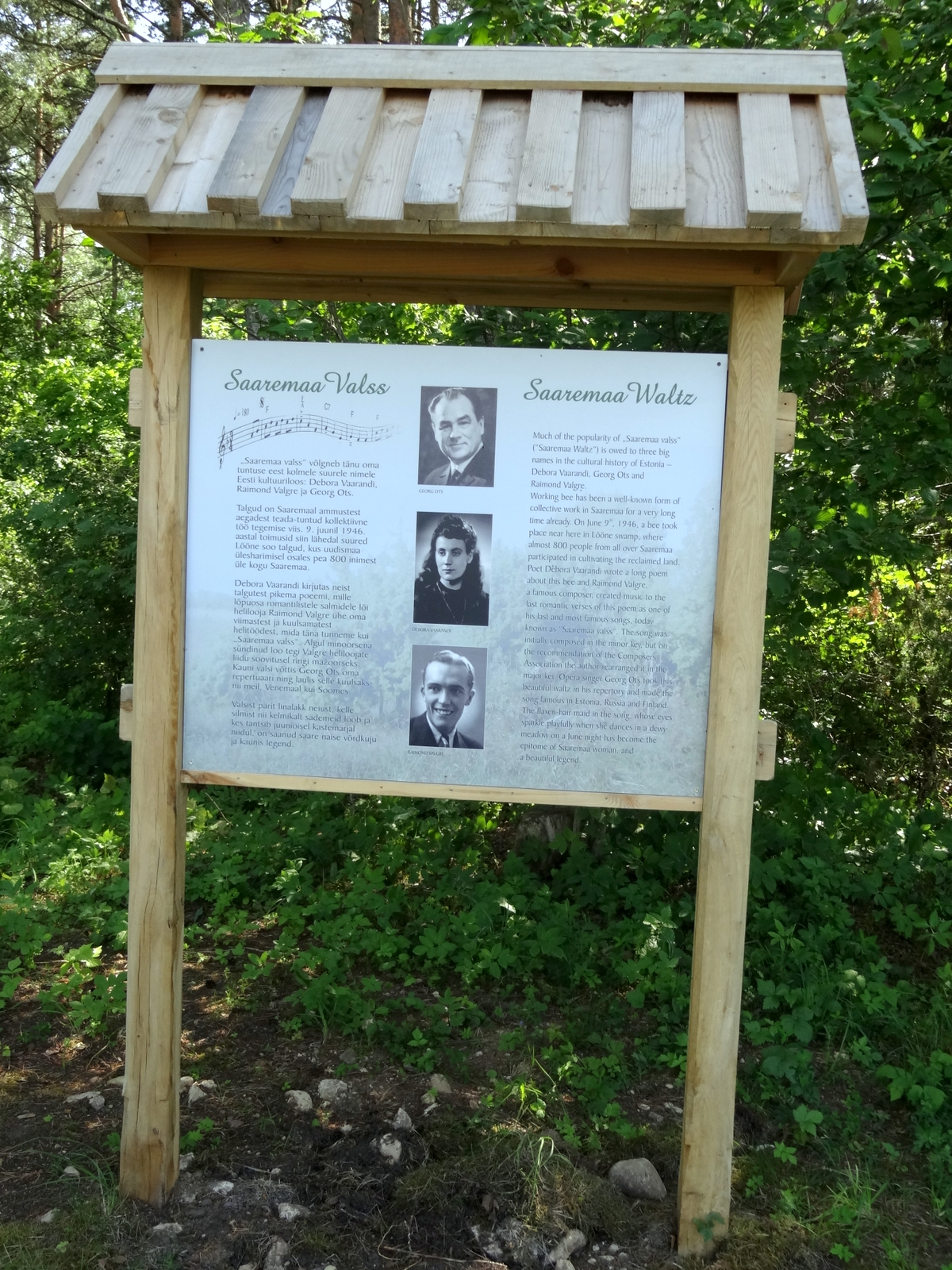
Informationstafel neben dem Gedenkstein

Der Saaremaa-Walzer (estnisch Saaremaa valss) aus dem Jahr 1949 ist bis heute einer der bekanntesten und erfolgreichsten Schlager in Estland. Das Lied steht für das romantische und naturnahe Lebensgefühl des estnischen Sommers.

## Komposition
Der Saaremaa-Walzer ist das bekannteste Stück des estnischen Komponisten und Musikers Raimond Valgre (1913–1949).
Das Lied besteht aus vier Strophen, nach denen jeweils der Refrain folgt.
Valgre schrieb die Melodie erst in Moll, änderte sie dann aber auf Wunsch der sowjet-estnischen Kulturbehörden in F-Dur. In der Sitzung der Jugendabteilung des Komponistenverbandes der Estnischen SSR am 18. April 1949 wurde auch der ursprüngliche Titel von Saaremaa-Nächte (Saaremaa ööd) zu Saaremaa-Walzer (Saaremaa valss) geändert.
Die ersten, heute für das Lied charakteristischen Takte, waren zwar bereits bei Valgre enthalten, stammen in ihrer heutigen Form aber von dem Pianisten Gennadi Podelski (1927–1983).

## Text
Der romantische Text stammt von der estnischen Lyrikerin Debora Vaarandi (1916–2007). Er beruht auf dem letzten Teil ihres 1946 verfassten, längeren Gedichts Talgud Lööne soos (etwa „Gemeinsame Landarbeit im Moor von Lööne“). Das Gedicht beschreibt eine traditionelle kollektive Landarbeit (estnisch talgud), an der 800 Menschen aus ganz Saaremaa teilnahmen. Sie endete wie üblich mit einem anschließenden Tanzfest (simman), das am 9. Juni 1946 stattfand.

## Inhalt
Eine jener warmen und hellen Juninächte auf der estnischen Insel Saaremaa, die viel zu schnell vergehen. Zwischen duftenden Bäumen und Wiesen zwitschern auch am späten Abend noch die Vögel. Nach getaner Landarbeit findet ein Tanzfest statt. Das flachsblonde Mädchen schaut schelmisch aus ihren funkelnden Augen. Du drehst sie wirbelnd beim Saaremaa Walzer – nirgends auf der Welt kann man eine solche Schönheit finden wie hier. Ein leidenschaftlicher Kuss winkt... und doch: der junge, goldbesternte Soldat wird die hübsche Estin nicht bekommen.

## Erfolg
Die Interpretation durch den estnischen Sänger Georg Ots (1920–1975) machte das Musikstück sowohl in Estland als auch in der übrigen Sowjetunion populär. Daneben erlebte der Schlager ab 1957 einen Siegeszug in Finnland, in einer finnischen Übersetzung von Ilkka Kortesniemi.
Valgre erlebte die bis heute ungebrochene Popularität des Saaremaa-Walzers nicht mehr. Der vor dem Zweiten Weltkrieg erfolgreiche Musiker, Komponist und Entertainer wurde durch die Kriegserlebnisse und das 1948 gegen ihn erlassene Aufführungsverbot durch die stalinistischen Behörden innerlich zerrüttet und alkoholkrank. Valgre starb im Dezember 1949.

## Kritik
Mit Wiedererlangung der estnischen Unabhängigkeit kam auch öffentliche Kritik am Text des Schlagers auf, der die stalinistische Besatzung zu verharmlosen scheint. Seit 1939 hatte die Rote Armee Truppen auf der Insel Saaremaa stationiert und diese zum für Besucher gesperrten militärischen Gebiet erklärt. In dem Soldaten, der das estnische Mädchen in der letzten Strophe begehrt, sahen viele Kritiker einen der sowjetischen Besatzer Estlands.
Die Lyrikerin Debora Vaarandi, die als Kommunistin aktiv war, hat die Vorwürfe immer zurückgewiesen: In der Person des Soldaten drücke sich lediglich die abstrakte Sehnsucht der Frauen nach Männern in Uniform aus.

## Gedenktafel
Am Moor von Lööne (Lööne soo) befinden sich im Wald seit 2013 ein Gedenkstein und eine Informationstafel, die an den Schauplatz des Saaremaa-Walzers erinnern.